# Шефилд (лек крайцер, 1936)
Вижте пояснителната страница за други значения на Шефилд.
„Шефилд“ (на английски: HMS Sheffield (C24)) е лек крайцер на Британския Кралски флот, от времето на Втората световна война от първата серия крайцери тип „Таун“. Поръчан е на 17 декември 1934 г. на корабостроителницата Vickers Armstrong в Нюкасъл. Крайцерът, който е спуснат на вода на 23 юли 1936 г. става първият кораб в Британския флот, който носи това име. На 25 август 1937 г. строителството е завършено и корабът влиза в строя на втора крайцерска ескадра на Home Fleet.
Девизът на кораба звучи така: „With God’s help I advance“ – „С Божията помощ съм напред!“ (може да се преведе и като „С Божията помощ потеглям!“ или „С Божията помощ атакувам!“). За време на службата си крайцерът получава 12 звезди за бойни отличия (Норвегия 1940 г.; Боя при нос Спартивенто 1940 г.; Битката за Атлантика 1941 – 1943 г.; Лова на „Бисмарк“ 1941 г.; Средиземноморските сражения през 1941 г.; Малтийските конвои 1941 г.; Арктическите конвои 1941 – 1943 г.; Десанта в Северна Африка 1942 г.; Боя в Баренцево море 1942 г.; Десанта в Салерно 1943 г.; Боевете в Бискайския залив на 1943 г.; Боя при Нордкап 1943 г.).

## История на службата
През август 1938 г. крайцерът получава радар за въздушно предупреждение Type 79Y, и така става един от трите кораба на кралския флот, снабден с новото устройство още в предвоенния период.
През февруари 1939 г. крайцерът, съвместно с еднотипния Southampton и разрушители, има визита в португалската столица Лисабон, продължила от 2 до 8 февруари, след което корабите се насочват към Гибралтар за провеждането на съвместни учения със Средиземноморския флот. В хода на тези учения активно се използва радарната установка и е получен практически опит за нейното използване. През март корабите се връщат в домашни води.
На 31 август крайцерът отплава от Скапа Флоу на Оркнейските острови в състава на флот от линкорите „Nelson“, „Rodney“, „Ramillies“, „Royal Oak“, „Royal Sovereign“, линейните крайцери „Hood“ и „Repulse“ и разрушители от Home Fleet във връзка със заплахата от надвисващата война.

## Втора световна война

### В състава на Home Fleet
Преди самото начало на войната крайцерът е преведен в състава на 18-а крайцерска ескадра. Към началото на войната, на 3 септември, той в състава на ескадрата, влиза в състава на Home Fleet. На 5 септември в Скапа Флоу, заедно с флота, е подложен на въздушни атаки.
На 7 септември заедно с линкорите Nelson, Rodney, линейният крайцер Repulse, самолетоносача Ark Royal и крайцера Aurora е разгърнат западно от Хебридските острови за издирване на германските търговски съдове, опитващи се да се приберат вкъщи. На 9 септември крайцерът се насочва в Скапа Флоу за дозареждане, където пристига на 10 септември.
На 12 септември се насочва към Sullom Voe за прихващащо патрулиране. На 18 септември за аналогичен патрул е разгърнат на Северозападните проходи.
На 22 септември заедно с 2-ра ескадра крайцери участва в набега във водите на Категат, но на 23 септември корабите се връщат в Скапа Флоу, след като се сблъскват разрушителите Jersey и Javelin.
На 26 септември съвместно с крайцерите Southampton, Glasgow и Aurora и 6 разрушителя отплава от Скапа Флоу за участие в съпровождането към базата на повредената в Северно море подводна лодка Spearfish. На 27 септември крайцерът се връща в базата.
На 5 октомври крайцерът отплава към Инвъргордън. На 6 октомври възобновява дежурството си в Скапа Флоу.
На 8 октомври излиза заедно с линейните крайцери Hood и Repulse и 4 разрушителя в морето за издирването на промъкналите се в Северно море немски линкор Gneisenau и крайцер Koln. на 10 октомври се връща в Скапа Флоу след безуспешното издирване.
На 15 октомври крайцерът заедно с флота е преведен в Лох-Ю, след потопяването от немската подводница U-47 на линкора Royal Oak в Скапа Флоу. На 17 октомври от новата си база излиза на поредния патрул в Датския пролив. На 21 октомври той на позициите 65°30′ с. ш. 22°05′ з. д. / 65.5° с. ш. 22.083333° з. д. прихваща и пленява немския търговски съд Gloria (5896 БРТ), което по-късно води до Керкуол в качеството на приз.
На 29 октомври крайцерът започва ремонт в Розайт, който приключва на 9 ноември и веднага след това излиза на патрулиране към Севернозападните подходи. На 21 ноември крайцерът се връща в Лох-Ю.
На 23 ноември излиза в състава на флота за издирване на немските линкори Scharnhorst и Gneisenau след като те потопяват британския спомагателен крайцер Rawalpindi.
на 10 декември крайцерът застава на док в Тайн в цивилна корабостроителница. На 17 декември приключва докуването и се отправя за Скапа Флоу за съединяване с ескадрата. В периода 18 – 28 декември отново излиза на патрулиране на Северозападните проходи. На 7 януари 1940 г. пореден патрул в същите води. На 30 януари крайцерът попада в буря и получава повреди по корпуса, след което започва ремонт, който продължава през целия февруари и част от март, след който крайцерът е привлечен за съпровождане на конвои за Норвегия.

### Норвежката операция
На 7 април крайцерът съвместно с линкорите Rodney (под флага на командващия флота), Valiant, линейния крайцер Repulse, крайцера Penelope и френския крайцер Emile Bertin под прикритието на разрушителите Codrington, Griffin, Jupiter, Electra, Escapade, Brazen, Bedouin, Punjabi, Eskimo и Kimberley се насочва за прихващане на немските кораби, плаващи в Северно море с направление Норвегия, които са открити от разузнавателен самолет. На 8 април крайцерът остава заедно с Rodney и Valiant, а останалите кораби са изпратени самостоятелно в търсенето на север и в района на Берген – Тронхайм. На 9 април заедно със систершипите Manchester, и Birmingham и 7 разрушителя е отделен в отряд за атака на съдовете в Берген, но операцията е отменена от Адмиралтейството по време на прехода, а на обратния път корабите са подложени на въздушни атаки, в хода на които е потопен разрушителят Gurkha. На 10 април заедно със систершипа Glasgow е изпратен на патрул към Берген, след който корабите се връщат към главните сили и отплават за дозареждане в Скапа Флоу.
На 11 април крайцерът съвместно с Glasgow и 6-те разрушителя от типа „Трайбъл“: Somali, Sikh, Mashona, Afridi, Matabele и Mohawk отново издирват немските десантни съдове. На 12 април корабите провеждат патрулиране северно от Олесун, където според съобщения от разузнавателните самолети е открит немския десант.
На 13 април двата крайцерът и същите разрушители са пренасочени за изпълнение на операцията „Хенри“ (Operation Henry): десант в Намсус на морската пехота. Корабите започват качване на войските. На 14 април десанта на авангарда, който е в Бангсунд (Bangsund), около Намсус преминава успешно. След десанта крайцерите заедно със систершипите Manchester и Birmingham патрулират на север (Operation Harry). Крайцерът също прикрива десанта от войските на разрушителите, след което на 17 април пристига в Скапа Флоу за зареждане и в Розайт за качване на следващата партия войски.
На 20 април крайцерът е отнесен в помощ на (Operation Sickle) – десанта на войски в Молде.
На 22 април съвместно с крайцерите Galatea и Glasgow и разрушителите Vansittart, Campbell, Icarus, Ivanhoe, Impulsive и Witch товари войски и отплава от Розайт за десантирането им. На 23 април корабите пристигат в Молде, след което Glasgow е отделен за подпомагане на десанта в Andalsnes. На 24 април „Шефилд“ стоварва войската и самостоятелно се насочва към Скапа Флоу. На 25 април съпровожда повредения крайцер Curacoa, също плаващ към Скапа Флоу.
На 26 април крайцерът е определен в състава на командването Нор в Хамбър. На 28 април е назначен в състава на силите за прикритие на самолетоносача Ark Royal, осъществяващ въздушното прикритие на силите на флота, действащи в Норвежки води (Operation DX).
На 30 април крайцерът отплава в състава на силите: крайцерите Galatea, Arethusa, Southampton; разрушителите Somali, Mashona, Sikh, Wanderer, Walker, Westcott и десантния транспорт Royal Ulster, осъществяващи евакуацията от Andalsnes. Крайцерът пуска котва и приема войски от борда на Walker. На 1 май той се насочва за Скапа Флоу, с 600 души на борда си от силите на десанта.
На 10 май отплава от Скапа Флоу заедно с крайцера Manchester за прикритие на прехода на повредения в бой с немски торпедни катери разрушител Kelly в устието на Тайн.

### Противодесантни операции
На 27 май пристига в Хъмбър за участие в антидесантни операции, в които участва и през юни.
През юли излиза заедно с линейните крайцери Repulse и Renown, и тежките крайцери Devonshire, York и Australia в издирване на немски кораби, застрашаващи корабоплаването, след което отива за ремонт в Грийнок.
През август крайцерът е определен в състава на силите на Съединение H, заменяйки излезлия в ремонт крайцер Arethusa. След краткия ремонт в Грийнок крайцерът на 22 август отплава за Гибралтар, попътно прикривайки конвои за Александрия. На 29 август крайцерът пристига на новото си място за носене на своята служба.

### В състава наСъединение „H“
Още на 30 август крайцерът, в състава на съединението, е в открито море за участие в прехвърлянето на подкрепления за Средиземноморския флот, плаващи в състава на Съединение „F“ (Операция Hats). След като Съединение „F“ влиза в проливите, Съединение „H“ се разгръща в Гибралтар. По пътя към вкъщи самолетите на самолетоносача Ark Royal нанасят удар по летището в Каляри (Операции Smash и Grab). На 3 септември Съединението в пълен състав се връща в Гибралтар.
На 4 септември крайцерът е назначен за прикритие на войсковия конвой за Клайд и на 5 септември отплава за Великобритания. Но в метрополията крайцерът е за кратко. На 3 октомври той излиза като част от прикритието на войсковия конвой WS3A (бавен). На 13 октомври е сменен като прикритие на конвоя от крайцера Cumberland и се насочва към Гибралтар за съединяване със Съединение „H“.
На 27 октомври крайцерът излиза за безуспешното издирване на немските блокадопробивачи, тръгнали, по донесения, от Азорските острови. На 5 ноември той спира в Атлантика френския лайнер Messila, плаващ от Ливърпул, но по-късно му разрешава да продължи своя вояж.
На 7 ноември крайцерът в състава на Соединения „H“: самолетоносача Ark Royal и разрушителите Duncan, Encounter, Faulknor, Firedrake, Forester, Fortune и Fury отплава за прикритие на преминаването на поредните подкрепления за Средиземноморския флот – Съединение „X“ в състав: линкора Barham, крайцерите Berwick и Glasgow, а също разрушителите Gallant, Greyhound и Griffin (Операция Coat). На 9 ноември самолетите от самолетоносача правят повторна атака над Каляри (Операция Crack), след което Съединение „H“ обръща към Гибралтар, а неговите подопечни се насочват към Малта, като за усилване към тях са придадени от състава на състава на Съединение „H“ разрушителите Encounter, Faulknor, Fortune и Fury. Съединение „X“ пристига в Малта на 10 ноември, а Съединение „H“ в пълен състав на 14 ноември в Гибралтар.
Още на 15 ноември крайцерът участва съвместно с линейния крайцер Renown, самолетоносача Ark Royal, и разрушителите Faulknor, Firedrake, Forester, Fortune и Foxhound в друга операция – прикритие на самолетоносача Argus, доставящ въздушни подкрепления за Малта (Операция White). На 17 ноември самолетоносачът успешно пуска своите самолети, а „Шефилд“ в същото време е отделен за самостоятелна операции по издирване на немските спомагателни крайцери в Атлантика. Обаче на 21 ноември западно от Гибралтар той се среща своите систершипи Manchester и Southampton, прикриващи поредните съдове и кораби за Средиземноморския флот (Операция Collar). На 25 ноември крайцерът заедно със съединение „H“ в състав линейния крайцер Renown, самолетоносача Ark Royal, крайцераDespatch и 8 разрушителя: Encounter, Faulknor, Firedrake, Forester, Fury, Jaguar, Kelvin, Wishart отплава от Гибралтар за съпровождение на тези кораби в Средиземно море. Този поход в крайна сметка, води до сражението, известно като боя при нос Спартивенто, от 27 ноември. На 29 ноември крайцерът заедно със Съединението се връща в Гибралтар.
На 14 декември крайцерът излиза на патрулно плаване към Азорските острови, продължило до 18 декември.
След това крайцерът заедно със Съединение „H“, в рамките на операция „Hide“, посреща линкора Malaya и конвоя MG-1, плаващ от Малта. На 24 декември всички кораби пристигат в Гибралтар.
На 25 декември „Шефилд“ заедно с линейния крайцер Renown и самолетоносача Ark Royal излиза за защита на конвоя WS5A, който е атакуван при бреговете на Испания от немския тежък крайцер „Адмирал Хипер“.
На 1 януари крайцерът излиза в Средиземно море, връща се в Гибралтар на 4 януари.
От 7 януари крайцерът заедно със съединението участва в операциите по превеждане на поредния конвой в Малта (Операция Excess).
От 27 януари „Шефилд“ в течение на два дена съпровожда конвоя, плаващ към Великобритания, след което се връща в Гибралтар.

#### Атаката над Генуа
На 31 януари крайцерът и Съединение „H“ излиза за атака със самолетите на самолетоносача на стената на язовира на река Тирсо в Сардиния (Операция Picket). Дадената операция е отвличаща маневра от планиращ се обстрел на Генуа от корабите на Съединение „H“ (Операция Result), но последното е отменено поради неблагоприятни походни условия и на 4 февруари Съединението се връща в Гибралтар.
На 6 февруари операцията е решено да се повтори под друго име (Операция Grog) и корабите потеглят към Генуа. На 9 февруари крайцерът съвместно с линкора и линейния крайцер обстрелват залива на Генуа, в същото време самолетите изпълняват атаки на брегови цели и миниране. Операцията преминава успешно и Съединението, избягвайки прихващане от италианския флот, благополучно пристига в Гибралтар на 11 февруари.
На 13 февруари корабите на Съединението излизат в Атлантика, след като крайцерът „Адмирал Хипер“ извършва клането на съдовете от конвоя SL-64. На 18 февруари „Шефилд“ заменя крайцера в качеството на ескорт на конвоя SL-65, с който остава до 1 март.
На 10 март заедно с крайцера Arethusa съпровожда транспорта Strathmore, плаващ за Клайд.
На 12 март – планово докуване в Гибралтар.
На 17 март в паравана на крайцера се взривяват две противолодочни британски мини, но последствията не изискват ремонт.
На 21 март съпровожда базата за подводници Maidstone, плаваща за Гибралтар.
На 30 март прихваща Вишистки конвой при Оран. Подложен е на ответен огън от бреговите батареи и атака на 2 френски самолета, получавайки повреди.
На 2 април в състава на Съединения „H“ участва в прикритието на самолетоносача Ark Royal, доставящ въздушни подкрепления за Малта (Операция Winch).
На 5 април крайцерът влиза в док за отстраняване на повредите, получени по време на атаките от 30 март.
От 6 до 16 април крайцерът, след края на докуването, се присъединява в Атлантика към Ark Royal, Renown, крайцера Fiji и разрушителите от 8-ата флотилия за издирване на линкорите „Шарнхорст“ и „Гнейзенау“.
На 20 април крайцерът съпровожда самолетоносача Argus, носещ на борда си самолети за предаване в Гибралтар на борда на Ark Royal, за последващо транспортиране в Малта (Операция Dunlop). На 24 април крайцерът излиза в състава на Съединение „H“ за изпълняване на операции и попътно съпровождане на крайцера Dido в състава на Средиземноморския флот (Операция Transit).
На 6 май крайцерът, в състава на съединението, прикрива преминаването на поредните подкрепления: линкора Queen Elizabeth, крайцерите Fiji, Gloucester и Naiad и конвой с танкове за 8-а армия (Операция „Tiger“). На 12 май, на завършващия етап на операцията съпровожда в Гибралтар повредения разрушител Fortune.
На 19 май, със Съединение „H“, ескортира самолетоносачите Ark Royal и Furious, доставящи поредните самолети на Малта (Операция Splice).

#### В преследване на „Бисмарк“
На 24 май Съединение „H“ се присъединява към издирването на преминалия в Атлантика линкор „Бисмарк“. На 26 май крайцерът, плаващ пред съединението, по следите на „Бисмарк“ е подложен по погрешка на атака от палубните торпедоносци Swordfish от борда на Ark Royal, но благодарение на неизправности в взривателите на торпедата избягва сериозни повреди и впоследствие участва в боя с „Бисмарк“. Въпреки това на крайцера има повреди по горната палуба, радиолокационното оборудване е изключено, а 3 моряка от екипажа загиват. На 29 май Съединение „H“ се връща в Гибралтар.
На 5 юни е поредно прикритие за доставка на самолети в Малта от самолетоносачите Ark Royal и Furious (Операция Rocket). На 8 юни е планирана и операция с участието на самолетоносача Victorious в качеството на транспорт, но тя е задържана.
Междувременно на 10 юни „Шефилд“ е заменен в състава на Съединение „H“ от крайцера Hermione и е привлечен към участие в патрулиране в Атлантика. Още на 14 юни в точката 44°44′ с. ш. 22°20′ з. д. / 44.733333° с. ш. 22.333333° з. д. той задържа и потопява немския танкер– снабдителен съд за подводни лодки Fredriche Breme (10 397 БРТ.), с 88 души екипаж, които спасява. На 20 юни „Шефилд“ се присъединява към крайцера Cumberland, усилвайки ескорта на конвой за Великобритания.

### Отново в състава на Home Fleet
С пристигането си във Великобритания „Шефилд“ започва ремонт в Розайт, в хода на който са поставени радарите Type 284 за управление огъня на главния калибър, Type 285 за управление на огъня на зенитните оръдия на средния калибър, а също са поставени 6 „ерликона“ за усилване на зенитната батарея на малкия калибър. След края на ремонта, крайцерът, на 12 август в Скапа Флоу, влиза в състава на 10-а крайцерска ескадра на Home Fleet’а.
На 30 август излиза като ескорт за войсковия конвой WS11 заедно със самолетоносача Furious, линейния крайцер Repulse, крайцера Cairo спомагателния крайцер Derbyshire. На 2 септември „Шефилд“ се отделя от конвоя и се връща в Скапа Флоу.

### Конвоят „Алебарда“
На 12 септември „Шефилд“ е изпратен от Клайд в Гибралтар с 300 войника на борда и автомати Oerlikon, предназначени за поставяне на корабите от Съединение „H“ в качество на усилване на зенитната им артилерия. Там пристига на 17 септември. Крайцерът участва в поредното прикритие на конвой за Малта (Operation Halberd). На 27 септември крайцерът е готов за отразяване на въздушни атаки и атаки на италианския флот, но тези заплахи не се материализират.
С пристигането в Гибралтар, „Шефилд“, заедно с крайцера Kenya е изпратен в Атлантика за прихващане на немски съдове за снабдяване, местоположението на които е определено по резултатите от прихващане на радиопреговори. На 3 октомври хидроплан от Kenya открива немския съд Kota Pinang (7275 брт.), което немците самостоятелно подпалват и потопяват до идването на британских крайцери. На 6 октомври крайцерите съвместно пристигат в Гринок и отново влизат в състава на Home Fleet.

### Съпровождане на Арктическите конвои
На 3 ноември „Шефилд“ заедно с 18-а ескадра крайцери е разгърнат в Исландия за прикритие на арктическите конвои. На 1 декември той отплава като ескорт на конвоя PQ-5. На 7 декември се отделя от конвоя заедно с тралчиците Hazard и Hebe за оказване на помощ за тралчиците Bramble и Seagull, след което корабите се насочват към Колския залив.
На 16 декември заедно с крайцерите Kenya и Suffolk излиза в търсене на линкора „Тирпиц“, който според съобщенията е успял да премине в Атлантика.

### Сблъсък с мина
На 27 януари 1942 г. крайцерът, съвместно с крайцерите Kenya и Trinidad, е включен в състава на Северния патрул между Исландия и Фарьорските острови. В състава на патрула „Шефилд“ е до 4 март, когато при подготовката за ескорт на конвоя PQ-12 североизточно от Исландия се натъква на мина. Основните повреди се падат в кърмата, където е убит и часовоя – морски пехотинец. Крайцерът под ескорта на разрушителите Faulknor и Eskimo. (по други данни Bedouin и Faulknor) се насочва към Seidisfiord където пристига на 6 възела скорост на 6 март. На 27 март, след края на временния ремонт крайцера се насочва за Скапа Флоу. На 2 април влиза за ремонт на стапелите на корабостроителницата Palmer’s Yard в Hebburn-on-Tyne. В хода на ремонта на кораба поставят радар за надводно наблюдение Type 273, а радара за въздушно наблюдение Type 79Y е заменен с нов – Type 281. Поставена е система за радиолокационно опознаване и радиотелефони американско производство за междукорабна комуникация. Също са поставени и допълнителни „ерликони“. Ремонтът продължава до юли, след което, с провеждане на изпитанията „Шефилд“ на 24 юли се връща в състава на 18-а крайцерска ескадра в Скапа Флоу.
На 8 септември заедно с крайцера Cumberland и разрушителя Eclipse „Шефилд“ поема към Исландия, откъдето отплава на 14 септември заедно с крайцерите Cumberland, Norfolk, Suffolk, London и разрушители. На 16 септември заедно с Cumberland и разрушителя Eclipse се отделя и насочва към Шпицберген за стоварване на оборудване и припаси за неговия гарнизон. На 23 септември крайцера прикрива конвоя QP-14 по време на прехода в Скапа Флоу.
На 9 октомври крайцерът се намира в Скапа Флоу по време на визитата на министър-председателя и сър Ричард Крипс.

### Операция „Торч“
На 24 октомври излиза заедно с крайцера Jamaica и самолетоносача Argus към Северозападните подходи за прикритие на планиращите се десанти. На 26 октомври натоварва на борда си 670 американски бойци и се насочва към Гибралтар. На 27 октомври се присъединява като ескорт към войскови конвой, превозващ войски за нахлуването в Северна Африка (Operation Torch). На 5 ноември, след дозареждане, се присъединява към конвоя KMF1 заедно със самолетоносачите Argus и Avenger и крайцерите Scylla и Charybdis. На 6 ноември заедно с крайцера Bermuda влиза в състава на силите на Източното съединение, прикриващо десанта в Алжир. На 7 ноември предава американските войски на разрушителите Malcolm и Broke за последващия им десат. На 9 ноември е разгърнат за патрулиране в района на десанта. На 10 ноември ескортира войсковия транспорт, носещ десанта за Беджая. На 11 ноември крайцерът се сблъсква с тралчика Cadmus, получава неголеми повреди на шкафута и на горната палуба загива един огняр. На 13 ноември крайцерът се насочва към Гибралтар в съпровождение на разрушителя Clare. На 14 ноември отплава за Скапа Флоу в съпровождение на крайцера Jamaica. На 20 ноември крайцерът започва ремонт в Скапа Флоу, след което се заема с бойната си подготовка.

### Завръщане в Арктика
14 декември отплава от Лох-Ю за среща с крайцера Jamaica, след която крайцерите и разрушителите Beagle, Matchless и Opportune на 15 декември се насочват към Seidisfjord (Исландия) за последващо прикритие на конвоя JW51, насочващ се към СССР. На 19 декември тези кораби образуват Съединение „R“, което подсигурява близкото прикритие на конвоя JW51A за прехода му към Колския залив. Линкорът King George V и тежкият крайцер Berwick съставляват далечното прикритие.

#### Боя в Баренцево море
На 27 декември крайцерите отплават от Мурманск, за да се срещнат с втората секция на конвоя – JW51B, и на 31 декември участват в боя с немската ескадра, атакуваща конвоя. В боя с артилерийския огън на крайцера Шефилд е потопен германския разрушител Фридрих Еколдт.
На 1 януари 1943 г. крайцерите се присъединяват към защитата на обратния конвой RA51 в Исландия, който напускат на 2 януари и се насочват към Великобритания.
На 23 януари крайцерът влиза заедно с линкора Anson в състава на далечното прикритие на конвоя JW52 и после на обратния – RA52.
През февруари крайцерът преминава в Исландия, където заедно с крайцерите Belfast и Cumberland съставя ескорта на поредния конвой – JW53. На 15 февруари крайцерът отплава от Seidisfjord заедно с ескортния самолетоносач Dasher, като в същото време конвоя в този ден отплава от Лох-Ю. В този поход, в условията на ужасно време, крайцера получава значителни повреди – напълно е отнесен върха на кула „A“. На 27 февруари крайцерът влиза за ремонт в Клайд. „Шефилд“ остава в операционна готовност и на 1 март предприема прикритието на обратния конвой RA53 към Лох-Ю, след което отново отива в Клайд, където пристига на 11 март, започвайки ремонт и преоборудване в гражданска корабостроителница. В частност е свалено авиационното въоръжение, но са оставени и двата подемни крана и са поставени допълнителни „ерликони“. Ремонтът продължава до юни. Сле него се връща към служба в Скапа Флоу.

### Десант в Сицилия и в Италия
От 22 юни плава към югозападните подходи за прикритие на войсковите конвои участващи в нахлуването в Сицилия (Operation Husky).
През юли крайцерът е на ремонт корабостроителницата в Девънпорт за ремонт на котелното оборудване. С края на ремонта, през август, се връща към служба. Участва в операциите по поддържане на морската блокада в Бискайския залив и прикритие на конвоите за Гибралтар.
През септември крайцерът е назначен на служба в състава на 15-й ескадра крайцери в Средиземно море. На 14 септември оказва огнева поддръжка при десанта в Салерно (Operation Avalanche). През октомври крайцера остава в централното Средиземноморие оказвайки артилерийска и зенитна поддръжка.
През ноември крайцера е базиран в Алжир. На 19 ноември крайцера е в Оран по време на визитата на американския линкор Iowa с президента Франклин Рузвелт на борда. На 20 ноември крайцера отплава към Великобритания и на 7 декември влиза в състава на 10-а крайцерска ескадра.

### Повторно връщане в Арктика
На 12 декември крайцерът заедно с крайцерите Belfast и Norfolk отплава в състава на силите за прикритие на конвоя за СССР JW55A, пристигайки в Колския залив на 19 декември.

#### Боя при Нордкап
На 23 декември крайцерите излизат от Колския залив, за да посрешнат друга секция на конвоя JW-55A, и да съпровождат обратния конвой RA-55A. На 26 декември крайцерите участват в боя с немския линеен крайцер „Шарнхорст“, при който последния е потопен от линкора Duke of York. В хода на боя „Шефилд“ е покрит от залпа на немския кораб, който поврежда лагер на вътрешния вал, предизвикало падане на скоростта на крайцера до 22 възела. На 27 декември британските кораби с победа се връщат в Колския залив. В началото на януари 1944 г. те се връщат в Скапа Флоу, след което „Шефилд“ отплава за Ливърпул, където на 25 януари започва ремонт на вала и преоборудване.
На 16 февруари крайцерът се връща на служба в състава на 10-а крайцерска ескадра, действайки в северните води и при северозападните подходи.

### Авионосни операции при бреговете на Норвегия
На 30 март „Шефилд“ заедно със самолетоносача Furious, крайцера Jamaica и ескортните самолетоносачи Emperor, Fencer, Pursuer и Searcher в състава на Съединение 2 е насочен за прикритие на поредния арктически конвой JW58 и обратния RA58. Съединение 1 съставляват линкорите Duke of York, Anson, крайцерите Belfast, Royalist и самолетоносача Victorious. На 3 април самолетоносачите под ескорт на крайцери нанасят удар по немския линкор „Тирпиц“, стоящ в Алтен-фьорде. Тази операция (операция Tungsten) е изпълнена паралелно със съпровождането на конвоите. На 6 април крайцера заедно с корабите от флота се връща в Скапа Флоу.
На 15 април крайцерът съпровожда ескортните самолетоносачи в противолодъчна операция при северозападните подходи (операция Pitchbowl), след което отива в Клайд. На 21 април той започва ремонт в Грийнок, в хода на който броя на Ерликоните е доведен до 22.
на 7 май крайцерът се връща в състава на 10-а ескадра крайцери, и на 11 май е в Скапа Флоу по време на визитата на крал Джордж VI.
На 12 май крайцерът отплава заедно с линкора Anson, и самолетоносачите Victorious и Furious за нанасяне на поредния удар по „Тирпиц“, но операцията е отменена поради лошото време над целта.
На 14 май ескортира ескортните самолетоносачи Emperor и Striker съвместно с крайцера Royalist и 6 разрушителя в операции по нарушаване на вражеското корабоплаване при бреговете на Норвегия в района на Рьорвик – Stadtlandet, завръщайки се в Скапа Флоу на 16 май.
На 20 юни крайцерът заедно вместе с ескортните самолетоносачи Striker, Fencer и разрушители излиза на активно патрулиране зад полярния кръг в Норвежки води (операция Wanderer). Цел на операцията е имитация на съпровождане на поредния арктически конвой или десант в Северна Норвегия с цел отвличане на вниманието от операциите в Ла Манш.

### Ремонт в САЩ
На 18 юли 1944 крайцерът отплава за ремонт в САЩ, в Бостънската морска корабостроителница, където пристига на 25 юли. Ремонтът продължава до май 1945 г., след което „Шефилд“ едва на 28 май отплава за Великобритания. С пристигането, той на 5 юни започва поредното преоборудване с ново радиолокационно въоръжение. Края на Втората световна война крайцерът посреща в ремонт, който завършва едва през юли 1946 г.

## Коментари
1. ↑  Всички данни се привеждат към 1939 г.